# 瀬戸正人
瀬戸 正人（せと まさと、1953年12月10日 - ）は、日本の写真家。タイ王国ウドーンタニ市生まれ。父親は日本人、母親はベトナム系タイ人。1973年、東京写真専門学校（現・専門学校東京ビジュアルアーツ）を卒業。1996年、第21回木村伊兵衛写真賞受賞。
1978年、深瀬昌久と出会いアシスタントとなり、1981年、フリーランスとして独立する。1987年、山内道雄とギャラリーPLACE Mを開設する。

## 受賞歴
- 1990年 - 日本写真協会新人賞
- 1995年 - 第11回東川賞新人作家賞
- 1996年 - 第21回木村伊兵衛写真賞、第8回写真の会賞
- 1999年 - 第12回新潮学芸賞
- 2020年 -第37回  東川賞-国内作家賞

## 主な写真集
- 『バンコク、ハノイ1982‐87』IPC、1989年1月　ISBN 4871987841 ISBN 978-4871987844
- 『部屋 Living Room Tokyo』新潮社、1996年8月　ISBN 4104131016 ISBN 978-4104131013
- 『picnic』PLACE M、2006年1月　ISBN 4901477218 ISBN 978-4901477215

## その他の著書
- 『トオイと正人』朝日新聞社、1998年 ISBN 4022572655 ISBN 978-4022572653

『アジア家族物語―トオイと正人』角川ソフィア文庫、2002年（文庫化に際し改題）ISBN 4043676018 ISBN 978-4043676019